# Perilitus dichrous
Perilitus dichrous är en stekelart som först beskrevs av Brethes 1918.  Perilitus dichrous ingår i släktet Perilitus och familjen bracksteklar. Inga underarter finns listade i Catalogue of Life.